# Arthur Hoffmann (lekkoatleta)
Arthur Ernst Hoffmann (ur. 10 grudnia 1887 w Gdańsku, zm. 4 kwietnia 1932 w Hamburgu) – niemiecki lekkoatleta specjalizujący się w biegach sprinterskich i w skoku w dal, uczestnik letnich igrzysk olimpijskich w Londynie (1908), srebrny medalista olimpijski w sztafecie olimpijskiej (200 m - 200 m - 400 m - 800 m).

## Życiorys
W 1908 r. zdobył dwa złote medale mistrzostw Cesarstwa Niemieckiego, w biegu na 100 metrów oraz w skoku w dal. W 1908 r. wystąpił na letnich igrzyskach olimpijskich w Londynie, zdobywając srebrny medal w sztafecie olimpijskiej (200 m - 200 m - 400 m - 800 m). Startował również w finale skoku w dal (15. miejsce) oraz w eliminacjach biegów sprinterskich na dystansie 100 i 200 metrów.
Rekordy życiowe:
- bieg na 100 metrów – 11,0 – Lipsk 28/05/1908
- bieg na 200 metrów – 22,8 – Berlin 12/07/1908
- skok w dal – 6,88 – Gdańsk 04/07/1908
- trójskok – 13,70 – Hamburg 25/05/1913